# Brug van Schering
De brug van Schering is een schakeling, gebaseerd op de brug van Wheatstone, voor het bepalen van de capaciteit van een onbekende condensator door middel van een gekalibreerde weerstand en een condensator. De brug van Schering is een variant op de brug van De Sauty, maar biedt eveneens de mogelijkheid om de verlieshoek van een niet-ideale condensator te meten.

## Werking

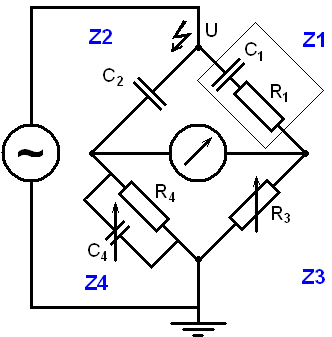
Brug van Schering

Een condensator met onbekende capaciteit {\displaystyle C_{1}} en onbekende inwendige weerstand {\displaystyle R_{1}} is opgenomen in een tak van de schakeling volgens de brug van Schering. Het onderste deel van de tak bestaat uit  een variabele weerstand {\displaystyle R_{3}}. De andere tak van de brug bevat bovenin een condensator met bekende capaciteit {\displaystyle C_{2}} en onderin een parallelschakeling van een bekende weerstand {\displaystyle R_{4}} en een variabele condensator met capaciteit {\displaystyle C_{4}}. De impedanties van de vier takken zijn:
{\displaystyle Z_{1}=R_{1}+{\frac {1}{j\omega C_{1}}}}
{\displaystyle Z_{2}={\frac {1}{j\omega C_{2}}}}
{\displaystyle Z_{3}=R_{3}}
{\displaystyle Z_{4}={\frac {1}{{\frac {1}{R_{4}}}+j\omega C_{4}}}}
Als de brug in evenwicht is, geldt:
{\displaystyle {\frac {Z_{1}}{Z_{3}}}={\frac {Z_{2}}{Z_{4}}}}
Dat betekent:
{\displaystyle {\frac {1}{R_{3}}}\left(R_{1}+{\frac {1}{j\omega C_{1}}}\right)={\frac {1}{j\omega C_{2}}}\left({\frac {1}{R_{4}}}+j\omega C_{4}\right)}
of door kruislings te vermenigvuldigen
{\displaystyle j\omega R_{1}C_{2}+{\frac {C_{2}}{C_{1}}}={\frac {R_{3}}{R_{4}}}+j\omega R_{3}C_{4}}
Zowel de reële als de imaginaire delen moeten aan elkaar gelijk zijn, waaruit volgt:
{\displaystyle {\frac {C_{2}}{C_{1}}}={\frac {R_{3}}{R_{4}}}}
en
{\displaystyle R_{1}C_{2}=R_{3}C_{4}}
De onbekende capaciteit is dus:
{\displaystyle C_{1}=C_{2}\,{\frac {R_{4}}{R_{3}}}}
met inwendige weestand
{\displaystyle R_{1}=R_{3}\,{\frac {C_{4}}{C_{2}}}}
Graetz ·
H-brug ·
Hay ·
Maxwell ·
De Sauty ·
Schering ·
Thomson (Kelvin) ·
Wheatstone ·
Wien